# NGC 1621
NGC 1621 je galaksija u zviježđu Eridanu.

## Vanjske poveznice
- SEDS: NGC 1621